# Ihász Lajos
Felpéczi Ihász Lajos (Kiskunfélegyháza, 1893. január 17. – Budapest, 1946. február 18.) magyar színész. Bátyja Ihász Aladár színész volt.

## Élete
Felpéczi Ihász Aladár költő, ügyvéd, újságíró és Molnár Irén fia. A Színművészeti Akadémián tanult, 1912-ben lépett színpadra. 1915-ben az Országos Színészegyesületnél szerzett oklevelet. 1915–17-ben Szegeden, 1918-tól a Medgyaszay Színházban, 1921–23-ban az Andrássy úti Színházban lépett fel. 1924-ben a Papagáj Kabaréban, 1924–25-ben a Blaha Lujza Színházban és a Király Színházban, 1926 és 1930 valamint 1932 és 1934 között a Magyar Színházban, 1936–37-ben a Kamara Színházban, 1939–40-ben a Duna parti Színpadon játszott, 1941–42-ben a Madách Színházban szerepelt.

### Magánélete
1916. április 15-én Szegeden házasságot kötött Lázár Mária színésznővel, akitől később elvált. 1929. március 18-án Budapesten, a Józsefvárosban házasságra lépett Jankovszky Mara filmszínésznővel, Fejős Pál rendező korábbi feleségével.

## Fontosabb színházi szerepei
- Kemény hadnagy (Vincze Zsigmond: Limonádé ezredes)
- René (Hervé: Lili)
- Gida (Szirmai Albert: Mágnás Miska)

## Filmszerepei
- Az elrabolt szerencse (1919) – karmester
- A fekete kapitány (1920)
- New-York express kábel (1921)
- Tavaszi zápor (1932) – kávéházi vendég
- Kísértetek vonata (1933) – Robert O'Brian, impresszárió
- Iza néni (1933)
- Rákóczi induló (1933, magyar-német-osztrák)
- Mindent a nőért! - Éjjel a patikában (1933-34)
- Ida regénye (1934) – Sáfári Tihamér, a „hőssszerelmes”, Ó Péter barátja
- Helyet az öregeknek (1934, magyar-osztrák) – cégjegyző
- Emmy (1934) – Antal százados
- Meseautó (1934) – Szűcs inasa
- Elnökkisasszony (1935) – Török István, illatszer ügynök
- Halló, Budapest (1935)
- Barátságos arcot kérek! (1935) – autóversenyző
- Havi 200 fix (1936) – Farkas Guido párbajsegéd
- Lovagias ügy (1936-37) – Pataki úr, vendég a kávéházban
- Szerelemből nősültem (1937) – tolmács
- Két fogoly (1937) – hadifogoly
- A harapós férj (1937) – Ilosvay barátja
- Te csak pipálj, Ladányi! (1938)
- Fekete gyémántok (1938) – üzletember a tőzsdén
- Borcsa Amerikában (1938) – artista az ügynökségen
- Toprini nász (1939) – férfi a vendéglőben
- A miniszter barátja (1939) – Szalay úr, bolti eladó
- A cigány (1941) – Szedlacsek
- Dr. Kovács István (1941) – Kovács ismerőse a vendéglőben
- Régi keringő (1941) – Bakonyi ügyvédje
- Szíriusz (1942) – Ferenc, Tibor Ákos inasa
- Estélyi ruha kötelező (1942) – fodrász